# Наукова бібліотека Прикарпатського національного університету ім. В.Стефаника
Наукова бібліотека Карпатського національного університету імені Василя Стефаника - структурний підрозділ Прикарпатського національного університету імені Василя Стефаника, який забезпечує навчальний та науково-дослідницький процес.
Наукова бібліотека Карпатського університету має у своєму розпорядженні значний фонд, що включає як друковані, так і електронні видання. Вона є одним із ключових елементів інфраструктури університету, спрямованої на підтримку освітньої та наукової діяльності.
Окрім забезпечення навчального процесу, бібліотека також бере участь у наукових дослідженнях, надаючи доступ до наукових баз даних та інших ресурсів, необхідних для проведення наукових розвідок.
Структура та діяльність:
Забезпечення навчального процесу та наукових досліджень.
Надання доступу до різноманітних інформаційних ресурсів.
Фонд бібліотеки містить як друковані, так і електронні видання.
Бере участь у наукових дослідженнях, надаючи доступ до наукових баз даних.
Є частиною інфраструктури університету.

## Історія
Заснована книгозбірня у 1944 році як бібліотека Станіславського учительського інституту. На сьогоднішній день вона є структурним підрозділом Прикарпатського національного університету імені Василя Стефаника. 
З серня 2025 р. у зв’язку з організаційними змінами в університеті офіційна назва бібліотеки – “Наукова бібліотека Карпатського національного університету імені Василя Стефаника” (The Science Library of Vasyl Stefanyk Carpathian National University).

## Фонди
Книжковий фонд бібліотеки налічує понад 760 000 примірників літератури українською, російською, польською, англійською, французькою, німецькою мовами, в тому числі 650 000 книг, 600 назв журналів і газет, близько 20 000 нотних видань, а також автореферати, дисертації, документи на електронних носіях.
У фонді рідкісної книги зберігається понад 5 500 унікальних раритетних видань XVIII — початку XX століття, зокрема, «Записки Наукового Товариства імені Шевченка» (НТШ), «Літературно-наукові вісники», ряд прижиттєвих праць галицьких письменників — Івана Франка, Марка Черемшини, Василя Щурата. 
У фонді «Україніка» відвідувачі мають доступ до інформації про Україну в зарубіжних та еміграційних виданнях різних років, значна частина яких перебувала у спецсховищах в радянські часи. Фонд налічує понад 9 000 видань і поповнюється завдяки дарчій літературі від української діаспори Німеччини, США, Канади, Латинської Америки, Чехії. Найпопулярнішими є 18-томне видання «Літопису Української Повстанської Армії», виданий у Торонто, збірник «За державність: матеріали до історії Війська українського», повна підбірка журналів «Визвольний шлях», перші номери якого друкувалися у таборі для військовополонених дивізії «Галичина», «Вісті комбатанта», «Сучасність» «Листи до приятелів» та інші.
Іменний фонд Володимира Полєка
З 2000 р.  функціонує Іменний фонд професора Володимира Полєка, що налічує понад 10 тисяч одиниць, з них 6290 – книги. Фонд являє собою книгозбірню професора, що 1999 року була передана посмертно бібліотеці університету для наукового опрацювання і користування читачами .
Іменний фонд Олекси Вінтоняка
У 2012 році в бібліотеці відкрито іменний фонд директора видавництва «Дніпрова хвиля» доктора Олекси Вінтоняка загальною кількістю 1420 примірників. Серед книг — наукові монографії українських науковців, літературні твори авторів з діаспори, дисидентів, комплекти періодичних та наукових видань Українського Вільного університету; Аннали Української академії мистецтв і науки в США; «Записки Наукового Товариства імені Тараса Шевченка», українознавчі видання іноземними мовами (англійською, польською, німецькою, французькою) і навіть таке екзотичне видання, як «Гавайсько-англійський словник» та низка інших цікавих книг і публікацій. 
Передання унікального бібліотечного фонду відбулось на основі договору, пожертви та про безоплатне передання приватної бібліотеки доктора Олекси Вінтоняка науковій бібліотеці Прикарпатського національного університету імені Василя Стефаника, укладеного між ректором університету та Ганною Вінтоняк.

## Просвітницька робота
У бібліотеці проводяться презентації книг та видавничих проектів, зустрічі з відомими українськими письменниками. У холі бібліотеки діє творча галерея робіт живописців та фотохудожників, де експонуються роботи викладачів та студентів Інституту мистецтв Прикарпатського національного університету, членів Національної спілки художників України та аматорських фотостудій.

## Комп'ютеризація та автоматизація бібліотечних процесів
Від 2005 року в Науковій бібліотеці функціонує автоматизована бібліотечна система «УФД/Бібліотека». Ведеться електронний каталог нових надходжень літератури, авторефератів, періодичних видань. Для подальшого автоматизованого обслуговування читачів проводиться ретрокаталогізація активних фондів бібліотеки.
З 2019 р. функціонує повнотекстовий репозитарій праць науковців університету.

## Поточна інформація
На сьогоднішній день бібліотека обслуговує 16 000 користувачів, з них 14 500 — студенти. Протягом року її відвідує близько 300 000 читачів.